# Реки и озёра Бали

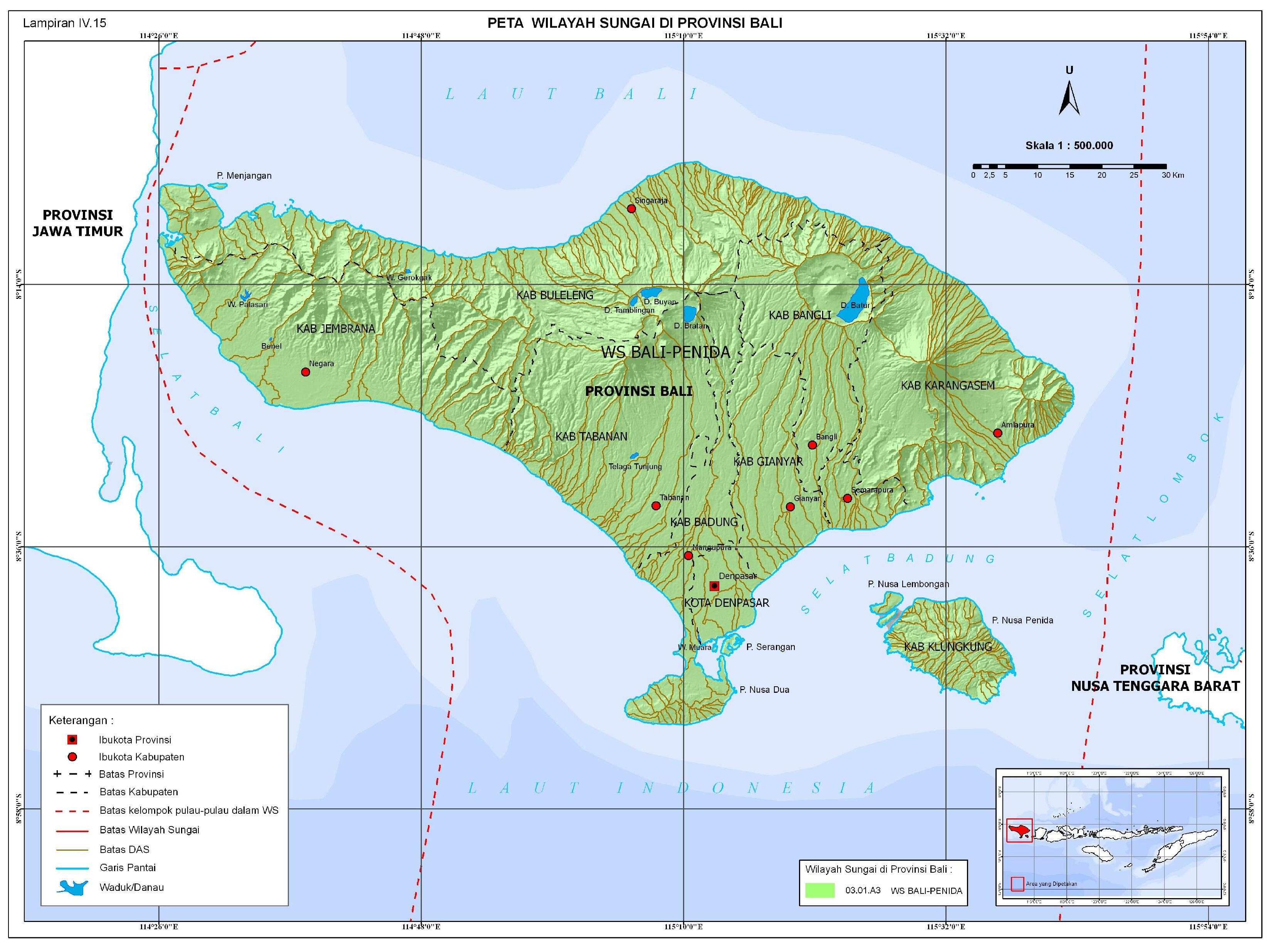
Карта рек и озёр Бали

Характер внутренних поверхностных вод на индонезийском острове Бали вполне типичен для Малых Зондских островов. Реки относятся к бассейнам двух океанов, омывающих эту островную гряду с севера и с юга, соответственно, — Тихого и Индийского. Они весьма многочисленны — на Бали насчитывается 391 естественный водоток, но в основном не очень велики. Расход воды в реках подвержен очень значительным сезонным колебаниям, а значительная часть водотоков вообще существует лишь в течение дождливого сезона. 
Озёра на острове немногочисленны — их всего четыре. Все они пресноводные, бессточные и имеют вулканическое происхождение.

## Реки

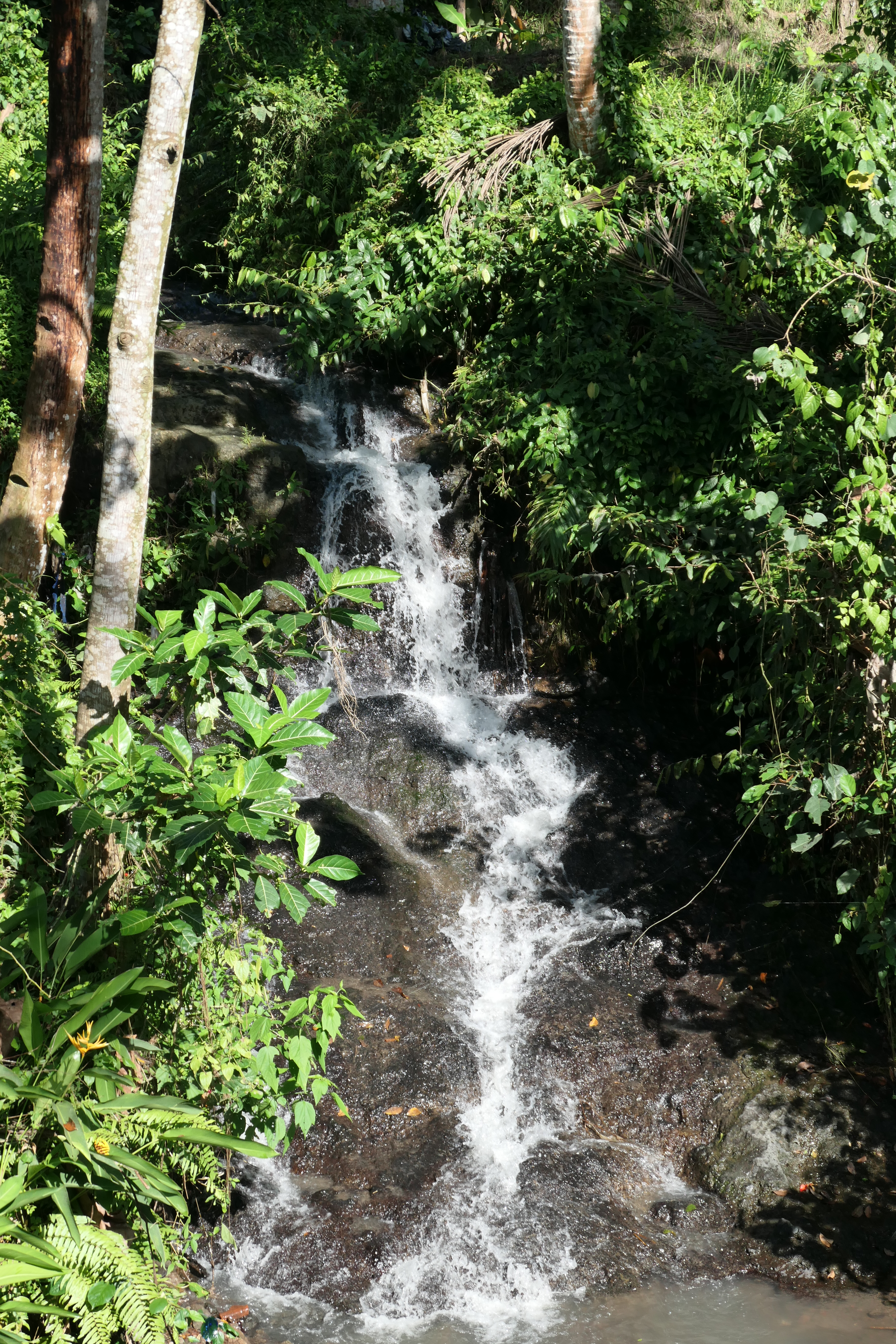
Истоки реки Пакерисан

В соответствии с официальным реестром, составленным в 2017 году департаментом природных ресурсов Министерства общественных работ Индонезии, на острове Бали зарегистрирован 391 водоток речного типа (к их числу отнесены также несколько небольших речек и ручьев, протекающих на небольшом островке Нуса-Пенида, который находится в 12 км к юго-востоку от Бали и административно входит в провинцию Бали). Водотоки подвержены очень значительным сезонным колебаниям: лишь 162 из них являются постоянными, круглогодичными, 153 текут только на протяжении дождливого сезона и пересыхают после его завершения, а 76 — только непосредственно во время дождей. 162 реки впадают в море: в Индийский океан, омывающий Бали с юга, Яванское море Тихого океана, на которое выходит его северное побережье, Балийский и Ломбокский проливы, находящиеся, соответственно, к западу и к востоку от острова. Остальные впадают в другие реки или в озёра.

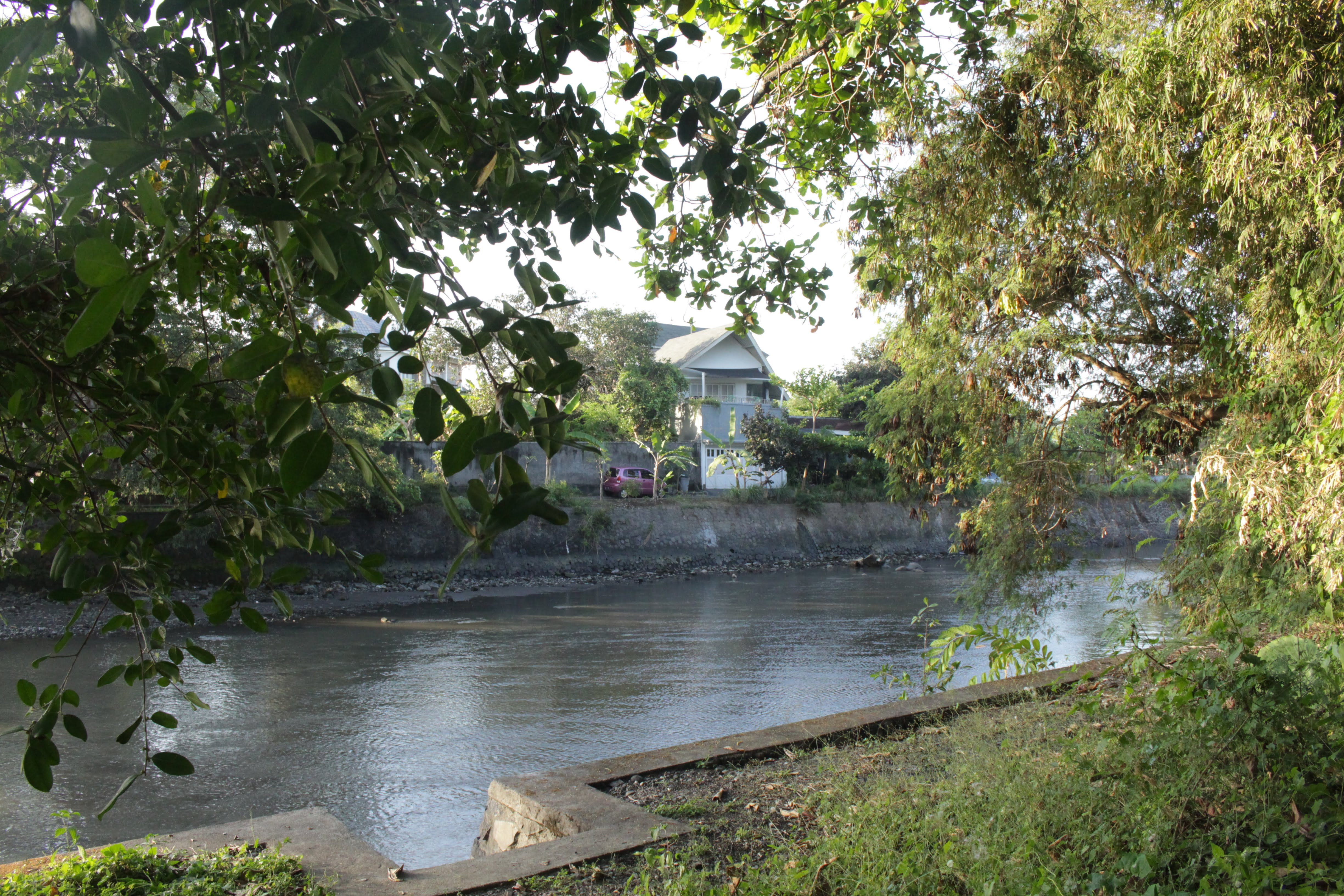
Река Аюнг в нижнем течении

Общая протяжённость балийских рек составляет 2777 км, общая площадь их водосборных бассейнов — 5441 км² (более 96 % всей площади острова). Совокупный годовой объём воды, перемещаемой в реках, оценивается в 6546 млн кубометров, совокупный расход воды — 208 кубометров в секунду. 315 рек протекают в пределах только одной из административно-территориальных единиц провинции Бали — восьми округов и одного городского муниципалитета, 76 пересекают внутрипровинциальные административные границы. Кроме того, на острове насчитывается 1394 родника с общим расходом воды около 32,5 кубометров в секунду.
Речная сеть достаточно густая, причем ее густота вполне равномерна по всей территории Бали. Водотоки отсутствуют или немногочисленны лишь на некоторых небольших наиболее возвышенных территориях в северной части острова. Большая часть рек невелики: только 31 из них имеет длину более 10 км и лишь 7 — более 40 км. Крупнейшими реками являются Аюнг (длина — 71,8 км, площадь водосборного бассейна — 303,3 км²); Пенет (53,6 км и 186,4 км²), Оос (52 км и 124 км²), Петану (47 км и 94,5 км²), Йех-Хо (45,2 км и 168,7 км²), Пакерисан (44,6 км и 77 км²) и Мелангит (41 км и 54,7 км²). Большая часть крупных рек берет начало в горных массивах центральной части острова, которые, соответственно, служат основными водоразделами. В горных районах острова реки нередко образуют пороги и водопады.

## Озёра

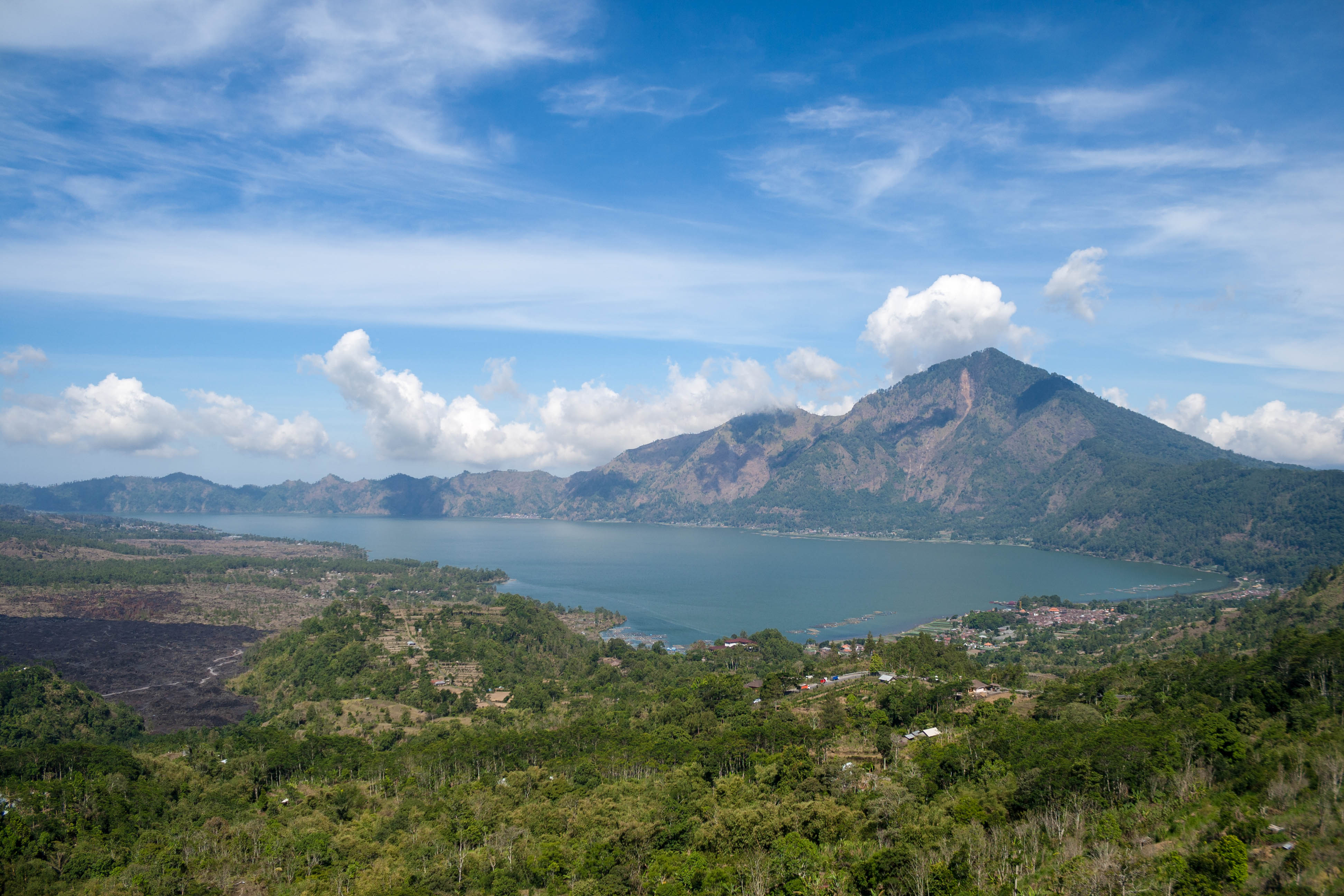
Батур — крупнейшее озеро Бали

На Бали имеется четыре озера: Батур, Братан, Буян и Тамблинган. Все они расположены в северной части острова в горной местности и имеют вулканическое происхождение. Все четыре являются пресноводными, бессточными, все достаточно глубоководны, при этом уровень воды в них подвержен сезонным колебаниям в намного меньшей степени, нежели в реках. Для всех характерна высокая интенсивность образования озёрных отложений — от 500 до 1900 кубометров в год. Общий объём воды в четырёх озёрах составляет 872,5 млн кубометров, общая площадь поверхности — 26,4 км², общая площадь водосборных бассейнов — 149,7 км².

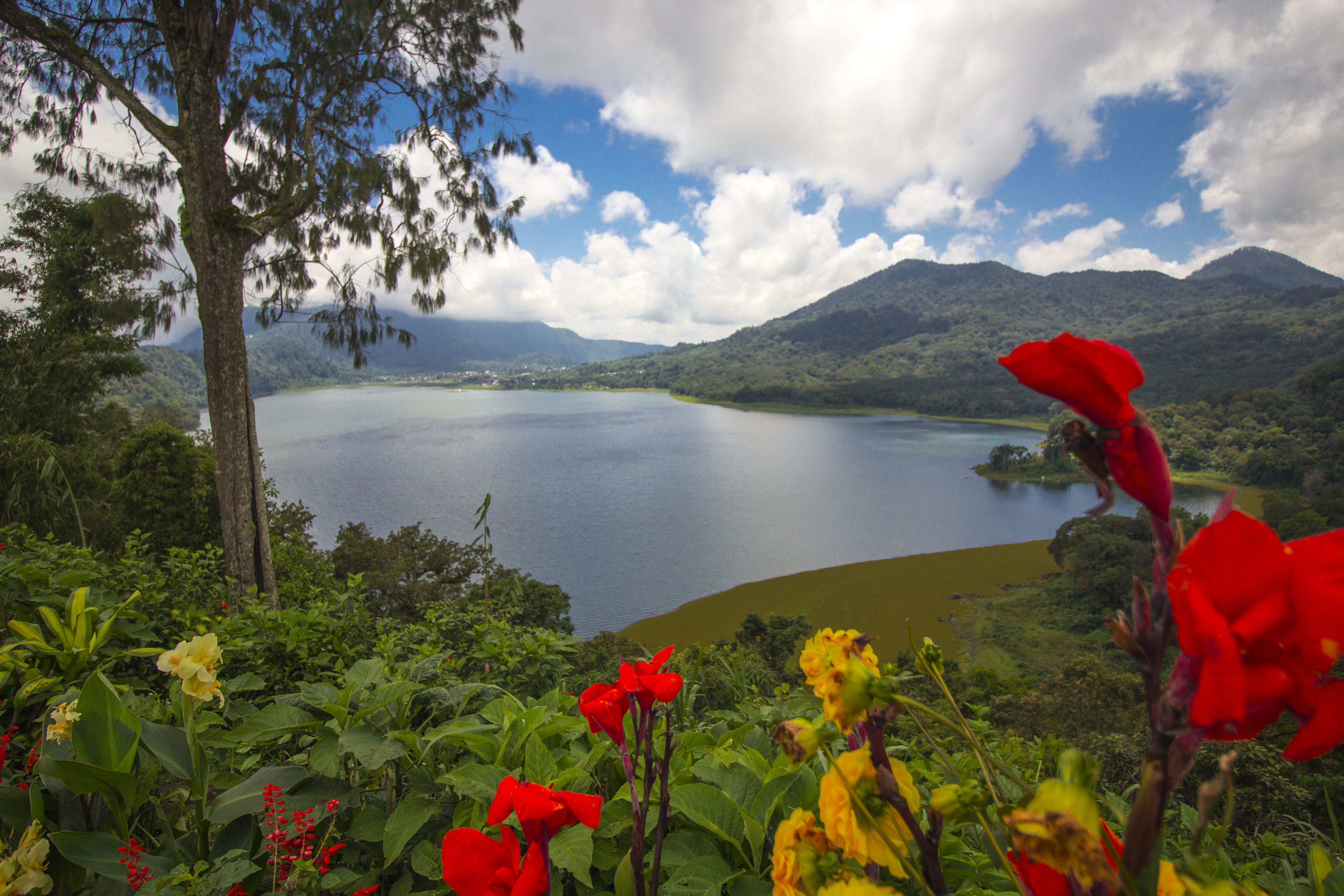
Озеро Буян

Крупнейшим озером острова является Батур, расположенный в кальдере одноимённого вулкана на высоте чуть более километра в северо-восточной части Бали относительно недалеко от побережья Яванского моря на территории округа Бангли. По объёму воды, который составляет 773 млн кубометров, он почти в восемь раз превосходит три остальные балийских озера вместе взятых. Площадь его поверхности превышает 16,5 км², площадь водосборного бассейна — 102 км². Максимальная глубина озера достигает 88 метров.  
Братан, Буян и Тамблинган расположены на небольшом расстоянии друг от друга в центре северной части острова на высоте около 1,2 км. Они находятся в пределах единого кальдерного образования, одноименного одному из этих трех озер — Братан, на границе округов Бадунг и Булелеленг. Крупнейшим из этой троицы озёр является Буян, расположенный в северной части кальдеры: объём воды в нём составляет 49,6 млн кубометров, площадь поверхности — 4,6 км², площадь водосборного бассейна — 25,2 км², максимальная глубина — 89 метров. Для Братана, находящегося на западе кальдеры, эти показатели составляют 29,7 млн кубометров, 3,9 км², 13,1 км² и 22 метра. Для Тамблингана, заполняющего северо-западную оконечность кальдеры, — 19,8 млн кубометров, 1,4 км², 9,2 км² и 37 метров.